# روتوم
روتوم (به هلندی: Rottum) یک منطقهٔ مسکونی در هلند است که در ایمس‌موند واقع شده‌است. روتوم ۸۵ نفر جمعیت دارد.